# (100628) 1997 UX3
(100628) 1997 UX3 es un asteroide perteneciente al cinturón de asteroides, descubierto el 26 de octubre de 1997 por Takao Kobayashi desde el Observatorio de Ōizumi, Ōizumi, Japón.

## Designación y nombre
Designado provisionalmente como 1997 UX3.

## Características orbitales
1997 UX3 está situado a una distancia media del Sol de 2,680 ua, pudiendo alejarse hasta 3,654 ua y acercarse hasta 1,706 ua. Su excentricidad es 0,363 y la inclinación orbital 7,932 grados. Emplea 1603,03 días en completar una órbita alrededor del Sol.
Los próximos acercamientos Jupiter se producirán el 1 de marzo de 2052, el 11 de noviembre de 2100 y el 15 de junio de 2135, entre otros.

## Características físicas
La magnitud absoluta de 1997 UX3 es 15,9. Tiene 2 km de diámetro y su albedo se estima en 0,349.